# Mon frangin du Sénégal
Pour plus de détails, voir Fiche technique et Distribution.
Mon frangin du Sénégal est un film français réalisé par Guy Lacourt et sorti en 1953.

## Synopsis
Le photographe Jules Pinson est amoureux d'Annette, la fille de l'épicier, mais elle ne lui prête aucune attention car elle ne rêve que de héros de films d'aventures qu'elle voit au Ciné Palace, le cinéma de son quartier. Pour l'éblouir, Jules est obligé de s'inventer un frère jumeau, César, chasseur de lions en Afrique…, dont elle tombe aussitôt amoureuse. Comprenant que l'un des deux jumeaux doit disparaître définitivement, Jules rédige son testament et fait croire qu'il va se suicider par amour. Quand elle apprend cette nouvelle, Annette est désormais certaine que c'est Jules qu'elle aime. Celui-ci décide alors de faire disparaître César définitivement en le faisant retourner en Afrique. Dépitée, Annette se venge en libérant le lion d'un cirque afin de mettre César à l'épreuve. Jules tient désormais la clef qui résoudra son problème : parti chasser le lion, César se fera dévorer et il pourra enfin épouser Annette.

## Fiche technique
- Titre : Mon frangin du Sénégal
- Réalisation : Guy Lacourt, assisté de Guy Bernède, Yannick Andreï
- Scénario : d'après une idée d'Henri Kubnick
- Adaptation : Norbert Carbonnaux
- Dialogues : Norbert Carbonnaux
- Décors : Paul-Louis Boutié, assisté de Raymond Roz
- Costumes, habillage : Germaine Scalola
- Photographie : Roger Dormoy, assisté de Marcel Weiss
- Opérateur : Albert Viguier, assisté de Le Touzey, Winding, Pastier et Dubreuil
- Musique : Norbert Glanzberg
- Montage : Marcelle Lioret, assisté de Mali Tojetti
- Son : Pierre Bertrand, assisté de Loiseau et Soler
- Maquillage : Odette Berroyer
- Photographe de plateau : Marcel Bouguereau
- Script-girl : Alice Ziller
- Régisseur général : Pierre Caudrelier, assisté de Bonnaz et Jumeau (pour les extérieurs)
- Régisseur de plateau : Catala
- Accessoires : Bollangier
- Affichiste : Clément Hurel
- Enregistrement : Omnium Sonore
- Tirage : Studios Photosonor - Liano Film
- Tournage du 29 juin au 29 août 1953
- Format : Pellicule 35 mm, noir et blanc sur matériel de location Chevereau
- Société de production : Société Lyonnaise de Production de Films (France)
- Chef de production : Georges Senamaud, Albert Mazaleyrat
- Directeur de production : Roger de Broin
- Distribution : Sofradis
- Durée : 85 minutes
- Genre : Comédie
- Date de sortie : 
  - France - 20/11/1953
- Visa d'exploitation : 14324

## Distribution
- Raymond Bussières : Jules Pinson, photographe et son « double » : César
- Annette Poivre : Annette Bridoux, la fille de l'épicier
- Noël Roquevert : M. Bridoux, l'épicier et père d'Annette
- Paulette Dubost : Séraphine, la servante de M. Pinson
- Paul Demange : l'ancien colonial
- Marcelle Arnold : Mlle Angèle
- Sophie Sel : Mlle Sophie, la fleuriste
- Louis de Funès : le docteur
- Jacques Fabbri : le brigadier
- Gisèle Grandpré : la dame qui fait photographier ses jumelles
- Irène Bréor : la chanteuse au bal
- Albert Michel : le gendarme de la circulation
- Lud Germain : le noir engagé comme commis
- Louis Viret : le  poseur d'affiches
- Eugène Stuber : un habitant rabatteur
- Franck Maurice : Un rabatteur
- Martine Beauvais : la dame au petit chien
- Le lion Samson du cirque Fanny dressé spécialement par Jim Frey

## Anecdote
Dans le générique au début du film, le nom du réalisateur est mal orthographié. Il est écrit "Guy Lacour".